# Wahlen zum Repräsentantenhaus der Vereinigten Staaten 1980
Bei den Wahlen zum Repräsentantenhaus der Vereinigten Staaten 1980 wurden am 4. November 1980 die Abgeordneten des Repräsentantenhauses der Vereinigten Staaten gewählt. Die Wahlen waren Teil der allgemeinen Wahlen zum 97. Kongress der Vereinigten Staaten in jenem Jahr, bei denen auch ein Drittel der US-Senatoren gewählt wurden. Gleichzeitig fand auch die Präsidentschaftswahl des Jahres 1980 statt, die der Republikaner Ronald Reagan gewann.
Die Zahl der zu wählenden Abgeordneten betrug 435. Die Sitzverteilung basierte auf der Volkszählung von 1970.
Bei den Wahlen setzte sich der bereits zwei Jahre zuvor begonnene Aufwärtstrend der Republikaner fort. Diese gewannen mit Ronald Reagan die Präsidentschaftswahlen und die Mehrheit im Senat. Im Repräsentantenhaus gewannen sie auf Kosten der Demokraten 35 Sitze hinzu und kamen nun auf 192 Mandate. Trotz der Verluste konnten die Demokraten mit ihren verbleibenden 243 Mandaten ihre absolute Mehrheit behaupten. Bemerkenswert ist, dass es den Republikanern gelang in den klassischen Südstaaten zunehmend an Stimmen zu gewinnen. Erstmals seit der Zeit der Reconstruction erreichten sie die Mehrheit im Bundesstaat South Carolina.

## Wahlergebnis
- Demokratische Partei 243 (278) Sitze
- Republikanische Partei 192 (157) Sitze

Gesamt: 435 (435)
In Klammern sind die Ergebnisse der letzten Wahl zwei Jahre zuvor. Veränderungen im Verlauf der Legislaturperiode, die nicht die Wahlen an sich betreffen, sind bei diesen Zahlen nicht berücksichtigt, werden aber im Artikel über den 97. Kongress im Abschnitt über die Mitglieder des Repräsentantenhauses bei den entsprechenden Namen der Abgeordneten vermerkt. Daher kommt es in den Quellen gelegentlich zu unterschiedlichen Angaben, da manchmal Veränderungen während der Legislaturperiode in die Zahlen eingearbeitet wurden und manchmal nicht. Das angeführte Wahlergebnis basiert auf der unten angeführten Quelle (Party Divisions).

## Weblink
- Party Divisions